# Vigor Boucquet

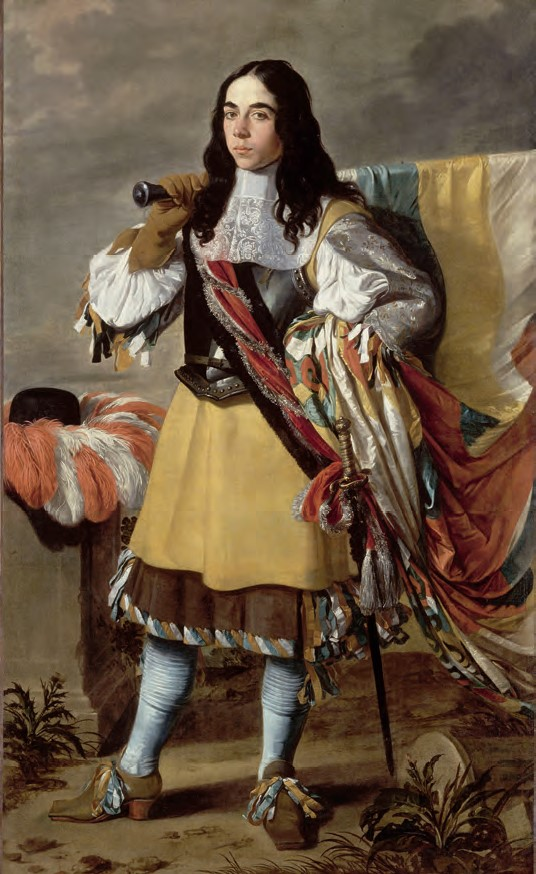
De vaandeldrager (1664), Louvre

Vigor (of Victor) Boucquet (Veurne, 1619 – aldaar, 11 februari 1677) was een Vlaamse schilder bekend om zijn portretten en schilderijen van bijbelse onderwerpen. Hij was vooral actief in zijn geboorteplaats Veurne en omgeving, waar hij gevraagd werd voor altaarstukken voor de plaatselijke kerken en kloosters. Hij werkte in de typische Vlaamse barokstijl van zijn tijd, met een neiging tot somber realisme. Werk van hem is opgehangen in verschillende Vlaamse kerken.

## Leven
Veurne in de 17de eeuw
In de eerste helft van 17de eeuw beleefde de stad Veurne een periode van ongekende welvaart. De godsdienstoorlogen lagen achter de rug, de landbouweconomie bloeide en de handel floreerde. In deze periode kwam het nieuwe Landshuis, de bestuurszetel van de kasselrij Veurne-Ambacht, tot stand. Deze periode van welvaart eindigde abrupt vanaf 1646. Oorlogsdreiging bracht grote onrust met zich mee. Tussen september 1646 en februari 1660 veranderde Veurne niet minder dan zes maal van kamp in de Frans-Spaanse Oorlog. In 1668 werd de stad met de Vrede van Aken definitief opgenomen in het koninkrijk Frankrijk van de Zonnekoning Lodewijk XIV.
Daarnaast braken onder de bevolking besmettelijke ziekten, pest en dysenterie, uit. Tussen 1646 en 1648 stierf 1/3 van de bevolking. Wanneer de Spanjaarden bovendien de Moeren terug onder water zetten, was een eeuwenlange malaria-epidemie het gevolg.
Marcus Boucquet
Vigor was de zoon van Marcus Boucquet (een weinig bekende lokale schilder). Marcus Boucquet was afkomstig uit Noord-Frankrijk, specifiek uit Saint-Omer. Hij trok net als veel anderen richting de regio gekomen voor werk. Door godsdienstoorlogen waren namelijk heel wat lokale vakmannen richting Engeland en Nederland vertrokken. Dit tekort werd eind 16de- begin 17de eeuw gedeeltelijk opgevangen door vaklui uit Noord-Frankrijk. Marcus huwde waarschijnlijk in 1611/12 met een zekere Petronella. Hij trad samen met zijn zoon Vigor, toe tot de Sodaliteit van de Gekruisigde Zaligmaker. Zijn voornaamste bron van inkomsten bestond uit allerlei decoratief schilderwerk. Hij stierf op 12 oktober 1648 in een periode waarin allerlei epidemieën de stad Veurne teisterden.
Persoonlijk leven
Op persoonlijk vlak blijkt Boucquet een streng katholiek man. Hij huwde met Maria Van der Haeghe op 21 januari 1649, wiens vader een belangrijke functie in de stad bekleedde. Het echtpaar betrok een huis met atelier aan de noordzijde van de Duinkerkestraat. Op 11 februari 1677 overleed hij aan de gevolgen van een longontsteking. Oorspronkelijk werd Vigor Boucquet in de Sint-Denijskerk van Veurne begraven, maar na het latere overlijden van Maria in 1707 werd hij bijgezet in de kerk van het Norbertinessenklooster. 
Schilderkunst
Wat betreft zijn schilderkunst genoot Vigor geen formele opleiding, maar leerde hij het ambacht van zijn vader Marcus Boucquet. Dit feit is waar te nemen in de soms onnauwkeurige anatomische weergave van zijn figuren. Toch ontwikkelde hij een eigen stijl als barokschilder. Zijn werken vallen op door hun duidelijke en eerder statische compositie, waarbij de figuren volop in het licht staan. Verder excelleert hij in zijn stofuitdrukking en wordt hij geroemd als een uitstekend portrettist.
Sint-Sebastiaansgilde
Vader en zoon Boucquet waren nauw verbonden met de Sint-Sebastiaansgilde. Zo realiseerde Marcus Boucquet in 1640 het Sint-Sebastiaanschilderij voor hun nieuwe altaar. Zoon Vigor was zelf lid van de handbooggilde Sint-Sebastiaan. Hij trad toe in 1653 en werd al in 1655 tot secretaris benoemd, een functie die hij tot aan zijn dood in 1677 bleef uitoefenen. 
Sodaliteit van de Gekruisigde Zaligmaker
In 1640 werd Vigor Boucquet eveneens lid van de toen recent opgerichte Sodaliteit van de Gekruisigde Zaligmaker. 
Zijn petekind Vigor Van Heede werd lid in 1676. In 1693 werd hij tot secretaris van de Sodaliteit van de Gekruisigde Zaligmaker aangesteld en startte hij met de herwerking van de door hen georganiseerde boetprocessie. Deze werd op dat moment steeds meer geviseerd door de Franse overheid omwille van het jansenistische karakter. Van Heede vulde de groep van de boetelingen aan met taferelen uit het Oud en Nieuw Testament en maakte er zo een heuse volksprocessie van. Hij stond actief in voor de aanmaak en het schilderen van een aantal beeldengroepen van de processie.

## Werk (selectie)
- Reeks de Zeven smarten van Maria, 1656-1660 (Sint-Pieterskerk, Lo)
- Christus wast met zijn bloed de zielen uit het vagevuur vrij, 1663 (Sint-Walburgakerk, Veurne)
- Madonna midden de maagden, 1663 (Sint-Maartenskathedraal, Ieper)
- De vaandeldrager, 1664 (Musée du Louvre)
- Kroning van Onze-Lieve-Vrouw met musicerende engelen, 1665 (Onze-Lieve-Vrouw-van-Barmhartigheidkapel, Izenberge)
- Portret gouverneur Juan d'Aviedo y d’Avalos, 1665 (Koninklijk museum voor schone kunsten Brussel)
- Augustus overhandigt zijn regel aan Norbertus, 1668/69 (Abdijkerk Averbode)
- Heiligen  bemiddelen bij de Heilige Maagd ten voordele van de Pestlijders, 1670 (Sint-Vedastuskerk, Vlamertinge)
- Kruisafname, 1669 (Rhode Island School of Design Museum)
- Het oordeel van Cambyses, 1671 (Onze-Lieve-Vrouwekerk, Nieuwpoort)

Werk van Boucquet is voorts te bezichtigen in kerken te Veurne, Houtem, Izenberge, Lampernisse en Alveringem.
Ontwerpstudies
Van de schilder Vigor Boucquet zijn een 14-tal tekeningen bewaard gebleven. Dit is eerder uitzonderlijk. Bovendien kunnen 6 tekeningen met schilderijen van de meester in verband gebracht worden. In 1898 werden 11 tekeningen door het Museum voor Schone Kunsten van Rijsel aangekocht. Mogelijk werden de tekeningen door Maria Van der Haeghe, de weduwe van Boucquet, bijgehouden toen ze als familiaris introk in het norbertinessenklooster van Veurne. Daar bleven ze bewaard tot de openbare verkoop van de inboedel van het klooster bij de afschaffing in 1783. Intussen zijn in andere collecties nog tekeningen opgedoken. Eén tekening berust in de prentencollectie van het Rijksmuseum in Amsterdam. Het is de voorbereidende tekening voor het schilderij ‘De kruisafname’ (1671) in het Rhode Island School of Design Museum.

## Galerij

Geselecteerde werken
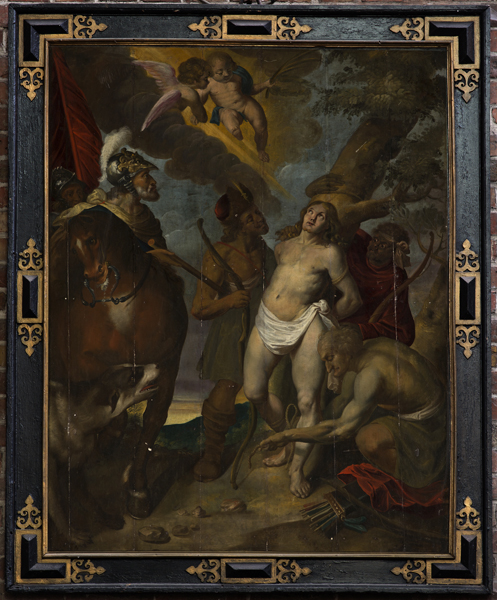
Heilige Sebastiaan (Marcus Boucquet, 1641/42)
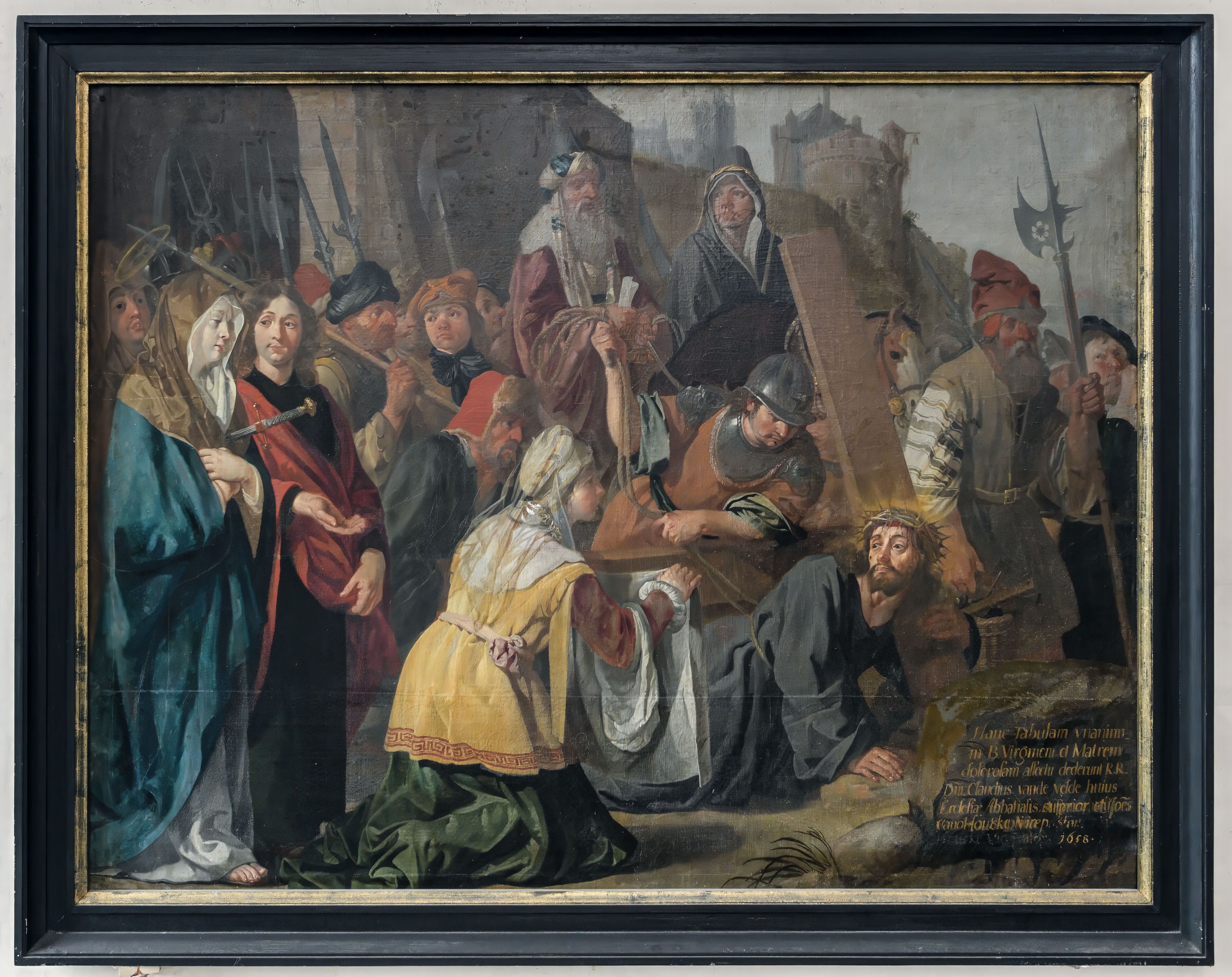
Maria ontmoet Jezus op de kruisweg Christus valt onder het kruis (1658)
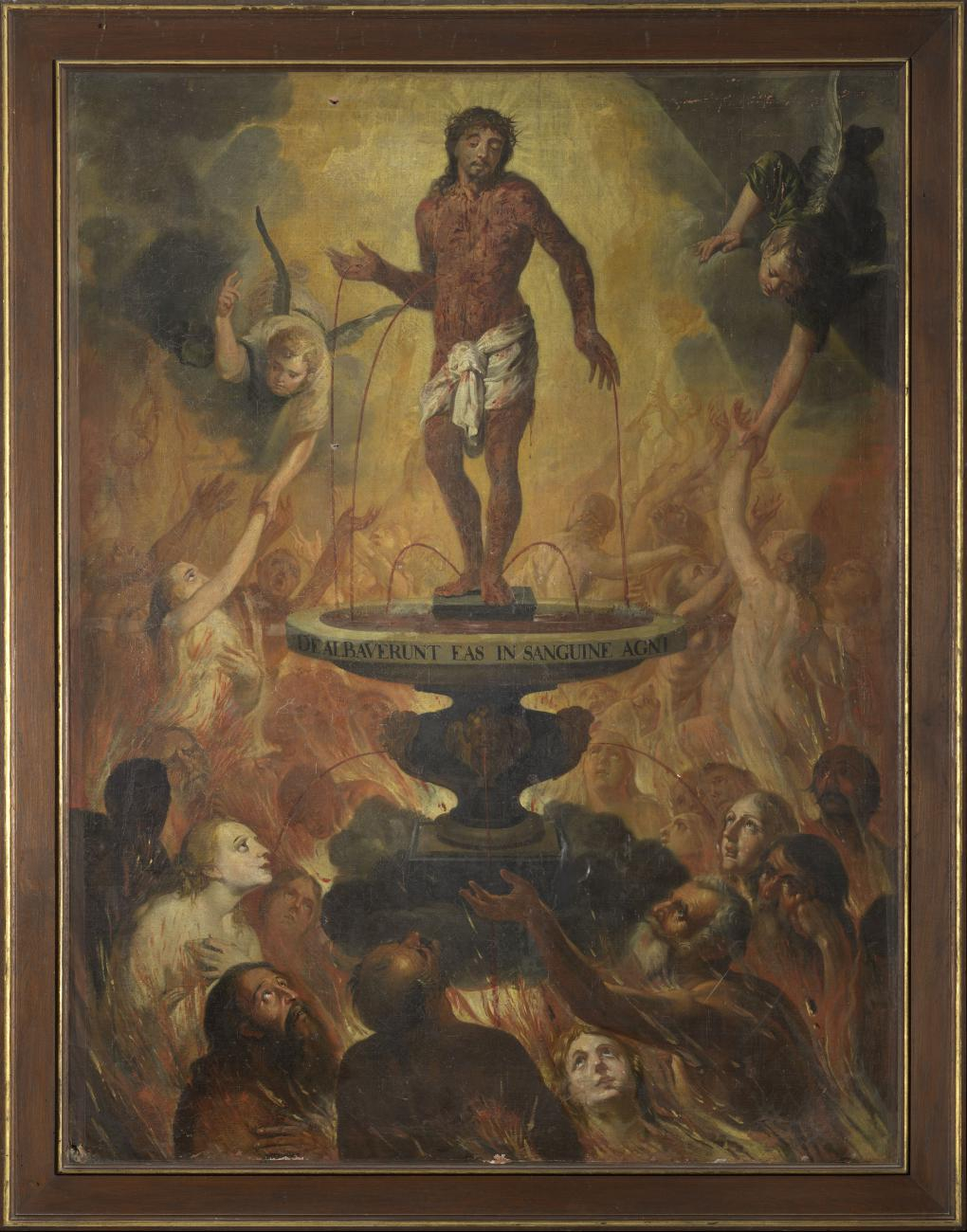
Christus wast met zijn bloed de zielen uit het vagevuur vrij (1663)
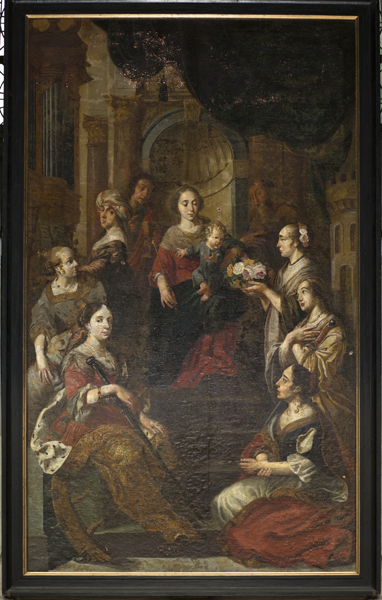
Madonna midden de maagden (1665)
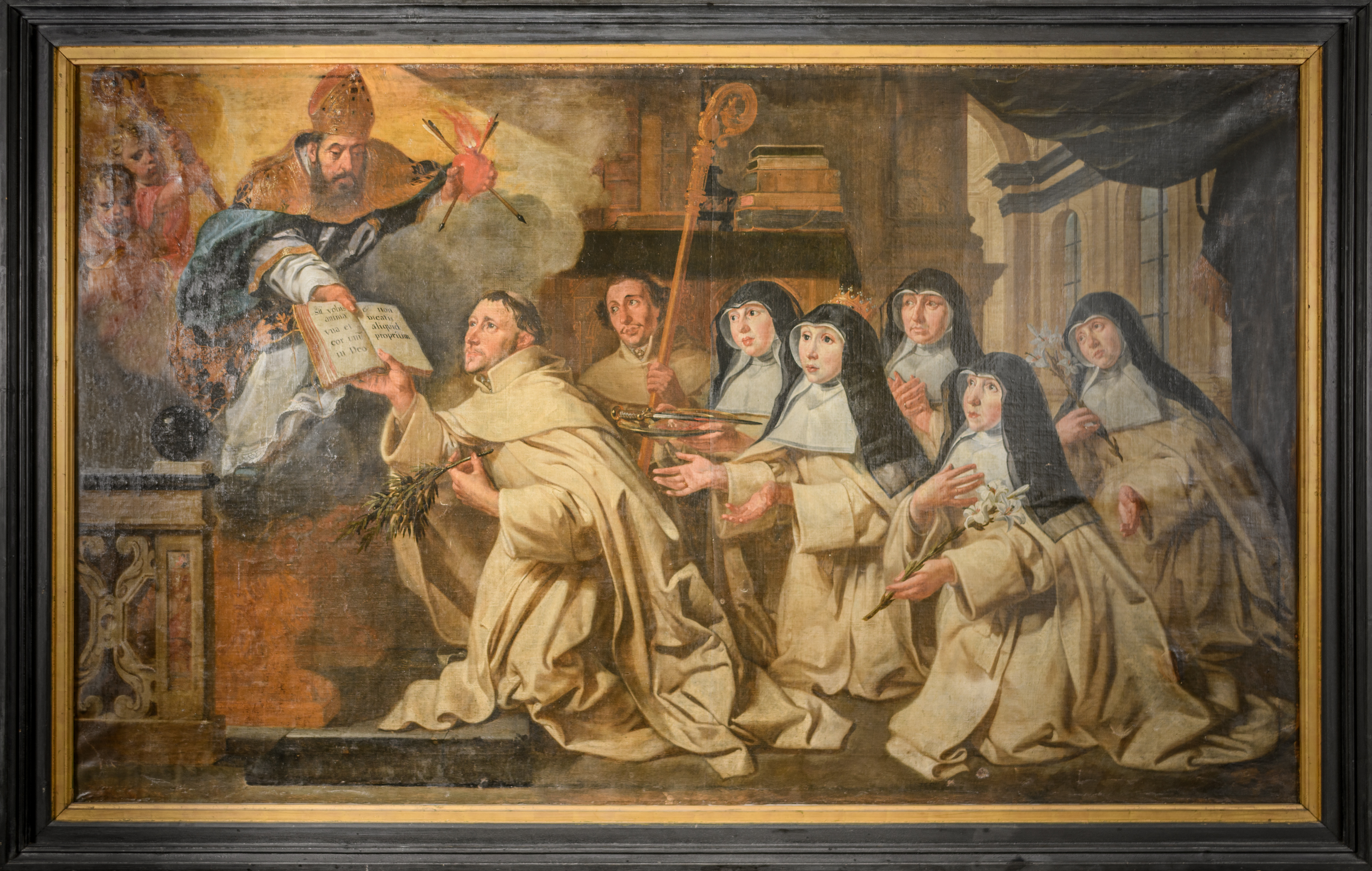
Augustus overhandigt zijn regel aan Norbertus (1668/9)
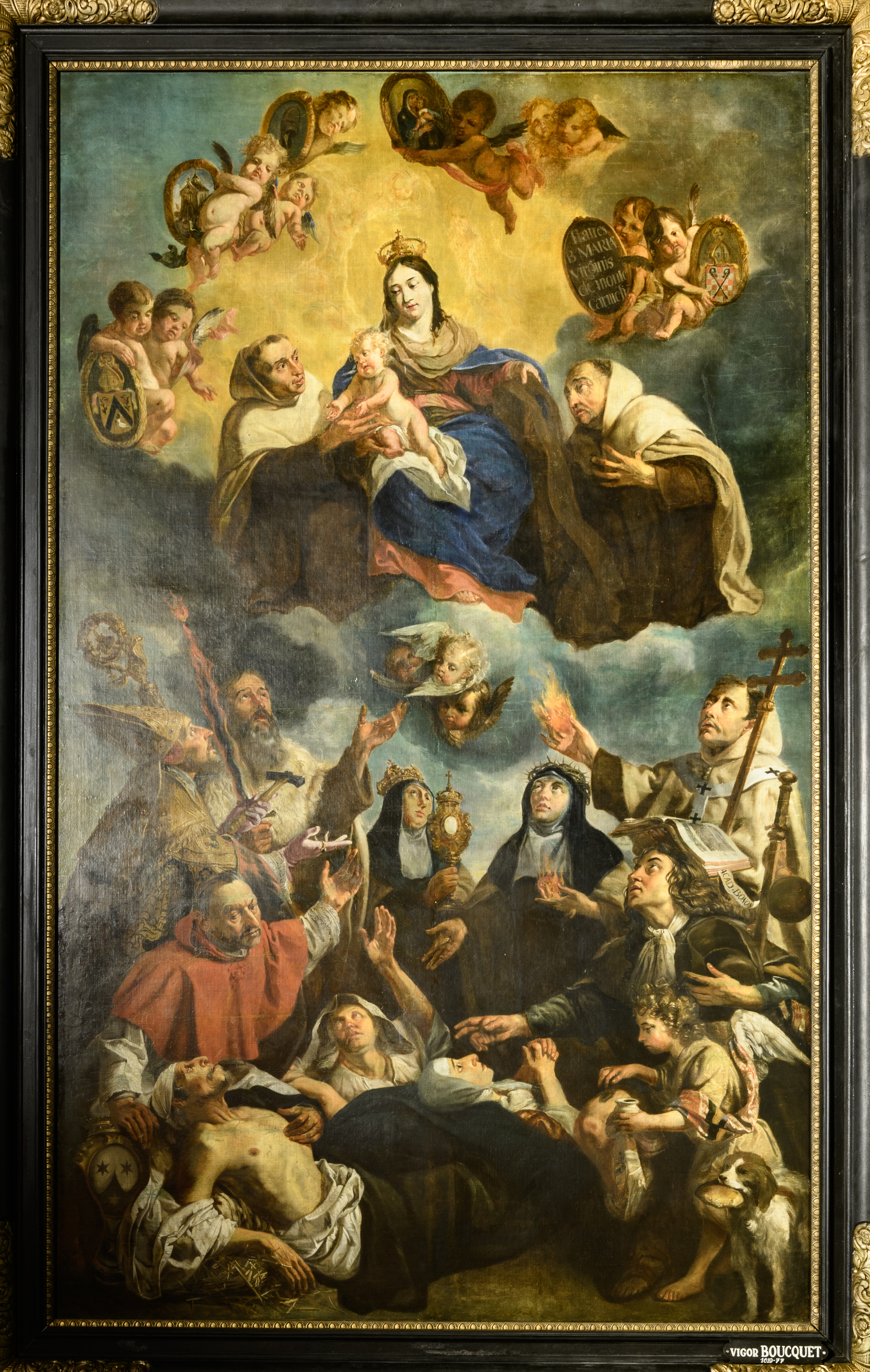
Heiligen bemiddelen bij de Heilige Maagd ten voordele van de pestlijders (1670)
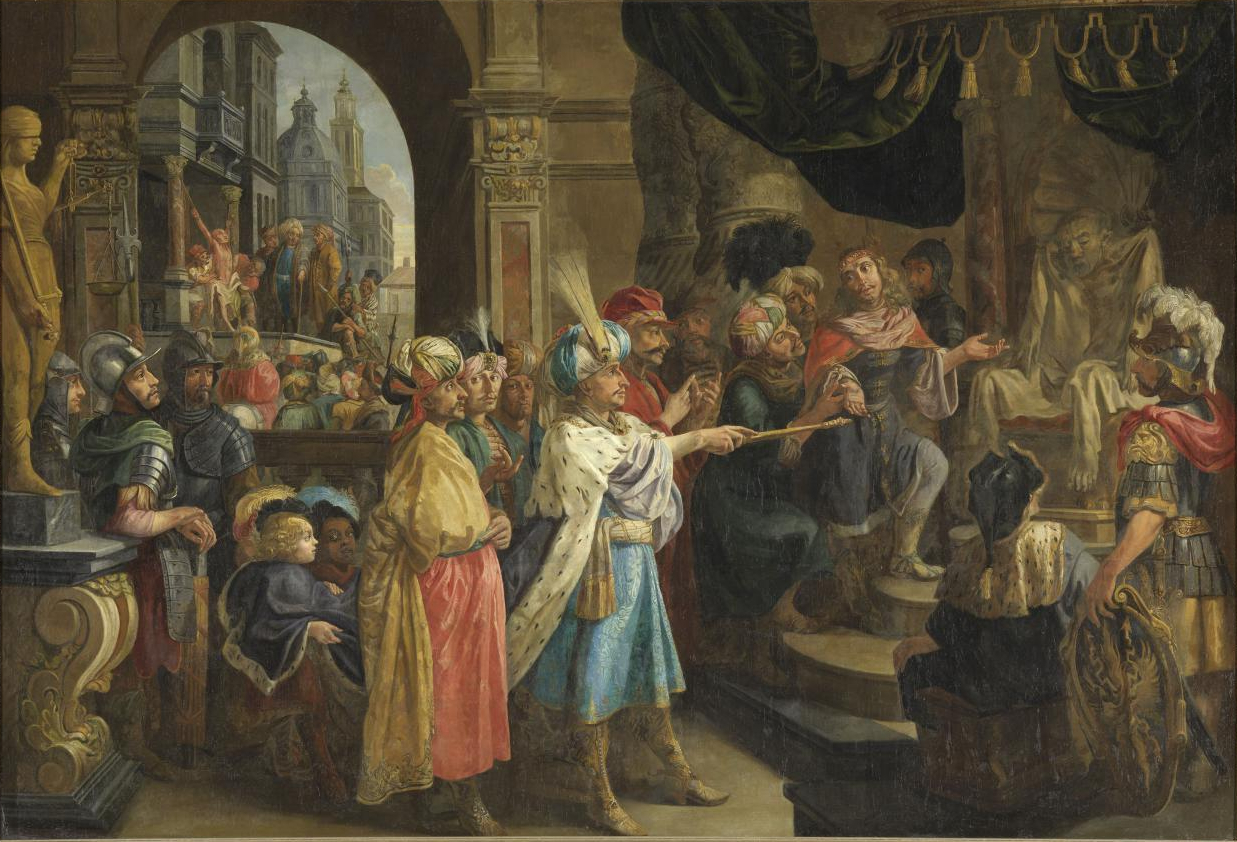
Het oordeel van Cambyses (1671)
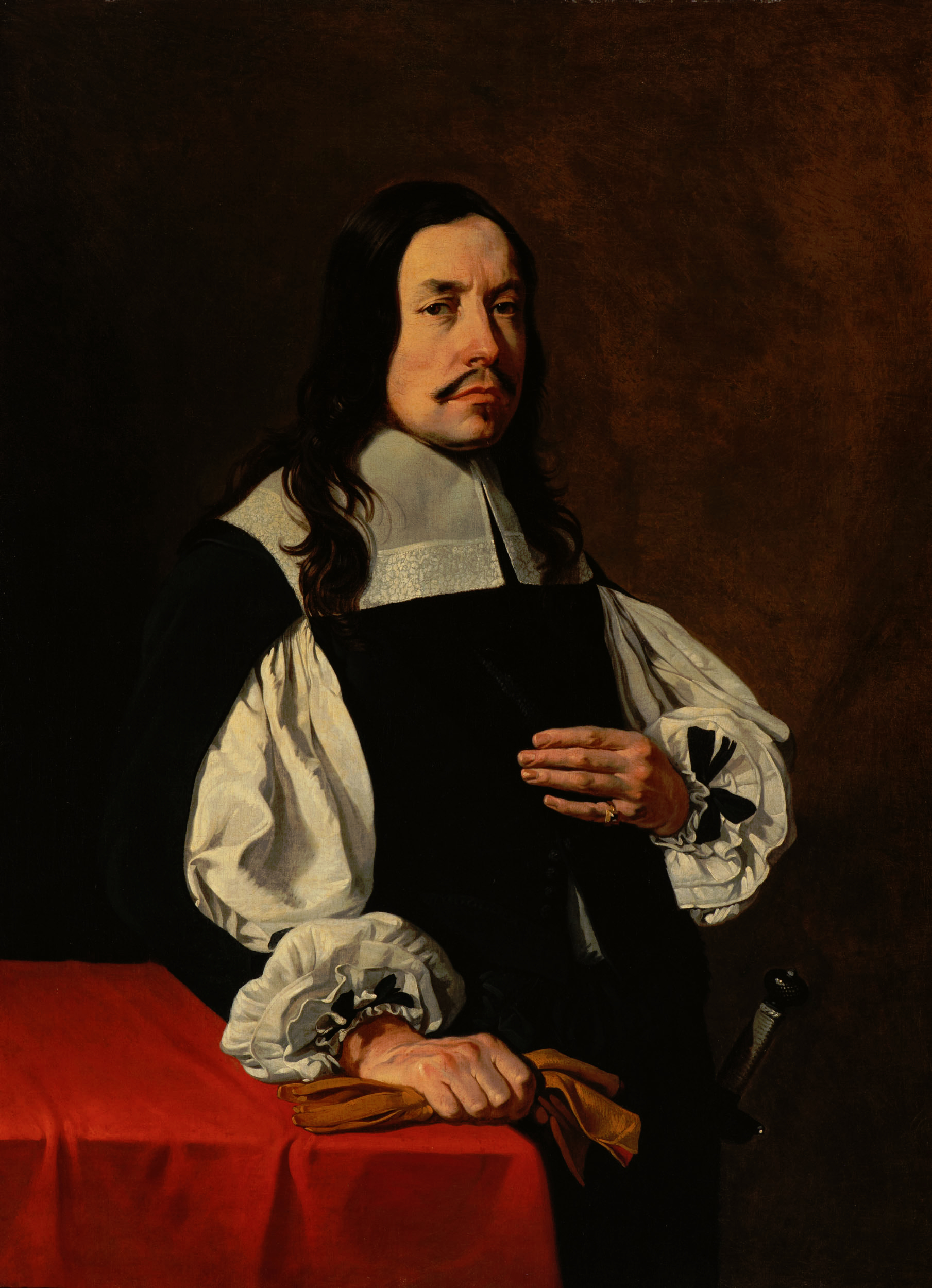
Portret van een man (toeschrijving niet bevestigd)